# Theodor Edler von Lerch

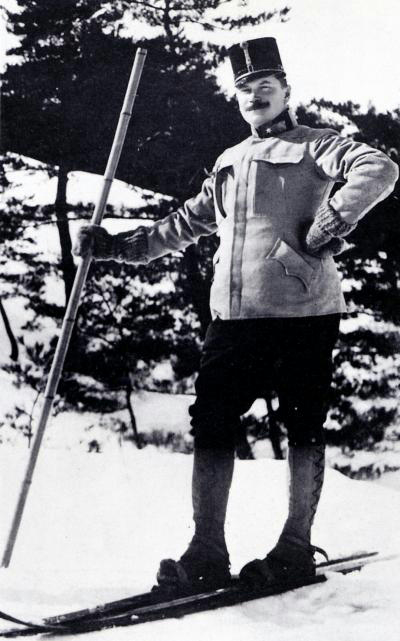
Theodor von Lerch im japanischen Jōetsu am 12. Januar 1911

Theodor Edler von Lerch (* 31. August 1869 in Pressburg; † 24. Dezember 1945 in Wien) war ein österreichischer Offizier der k.u.k. Armee (zuletzt im Rang eines Generalmajors) und Skipionier.

## Leben und Wirken
Geschwister von ihm waren die Grafikerin Magda von Lerch und der Physiker Friedrich von Lerch.
Lerch verbrachte die Jahre 1910 bis 1912 als Austauschoffizier bei der Kaiserlich Japanischen Armee und wurde dort zum wichtigsten Bahnbrecher des militärischen und zivilen Skilaufs. Er selbst war vom Skipionier Mathias Zdarsky ausgebildet worden. Im Jahr 1911 gelang ihm die erste Skibesteigung des Fuji.
Theodor von Lerch beantragte am 10. Februar 1940 die Aufnahme in die NSDAP und wurde zum 1. Juni desselben Jahres aufgenommen (Mitgliedsnummer 7.682.598).
In der japanischen Stadt Jōetsu wurde Lerch zu Ehren ein Denkmal und ein Skimuseum gebaut. Im Februar findet dort auch das jährliche „Lerch-Festival“ (jap. レルヒ祭, Reruhi matsuri) statt. Die Stadt Asahikawa würdigt das Wirken Lerchs mit einem Denkmal am Flughafen der Stadt und einer Dauerausstellung im Hokuchin-Museum.